# 938 (číslo)
Devět set třicet osm je přirozené číslo. Římskými číslicemi se zapisuje CMXXXVIII a řeckými číslicemi ϡλη´. Následuje po čísle devět set třicet sedm a předchází číslu devět set třicet devět.

## Matematika
938 je:
- Deficientní číslo
- Složené číslo
- Nešťastné číslo

## Astronomie
- (938) Chlosinde je planetka hlavního pásu, kterou objevil v roce 1920 Karl Wilhelm Reinmuth
- NGC 938 je eliptická galaxie v souhvězdí Berana

## Roky
- 938
- 938 př. n. l.